# الرابطة العلوية
الرابطة العلوية منظمة إسلامية إندونيسية تعمل في المجال الاجتماعي. بشكل عام المنظمة هي جمعية حصرية لأهالي العوائل الحضرمية وبالتحديد من عائلة باعلوي. تأسست المنظمة في 27 ديسمبر 1928م الموافق 1346 هـ، في وقت لم يمضي طويلًا على إعلان تأسيس منظمة تعهد الشباب في 28 أكتوبر 1928. تمتلك المنظمة منظمة فرعية تسمى آل مكتبي الدايمي مهمتها جمع والتحقق من والحفاظ على أنساب باعلوي والأنساب المطبوعة لاثبات أصل الأفراد في جميع أنحاء العالم.

## التاريخ
بعد عام واحد فقط من تأسيس المنظمة على المستوى المركزي في عام 1929، تم إنشاء فروع للمنظمة في بيكالونجان وسيمارانج وسولو وسورابايا وتوبان وجريسيك وبانجيل وباليمبانج وبوندوفوسو. بالإضافة إلى هذه الفروع فإن المناطق التي لم تستطع تلبية الشروط اللازمة لإنشاء فروع بعد ذلك تم تأسيس مكاتب تمثيلية فيها. في نفس العام كانت مكاتب تمثيلية للرابيثة في ماكاسار وإند وبروبولينجو وسيانجر وسوكوريجو وتولونجاجونج وجومبانج وجيمبر وموجوساري ولوماجانج ومالانج وسومنيب وبانيووانجي.
على الرغم من أنها لا تزال في سن مبكرة، إلا أن الرابطة العلوية تمكنت من الانضمام إلى منظمات أقدم أخرى. في عام 1930 على سبيل المثال تلقت الرابطة العلوية دعوة لحضور مؤتمر الشباب المسلم. ومثل الرابطة علاوي بن ظاهر الحداد الذي ألقى محاضرة مثيرة للاهتمام ثم طبعت ووزعت على المشاركين في المؤتمر.
كانت الرابطة العلوية نشطة في المؤتمر الإسلامي في سورابايا، وتعاونت مع المحمدية لعقد احتفال المولد. تمشيا مع سياستها كان الرابطة تستجيب أيضًا للقضايا الاجتماعية والمعاصرة في ذلك الوقت، مثل جمع التبرعات والمساعدات الإنسانية لضحايا ثوران جبل ميرابي (1930)، والمجاعة في فلسطين، وبناء المساجد ودور الأيتام في مناطق مختلفة.
تلعب «الرابطة» أدوارًا مهمة في المصالح الوطنية منفردة ومجتمعة من خلال مؤسسات التعليم الرسمية والمدارس الداخلية الإسلامية والتجمعات الدينية غير الرسمية وتجمع ذي الأذكار ومن خلال مراكز التدريب المنتشرة في جميع أنحاء البلاد. وتشارك أيضًا في التثقيف نحو حياة ناضجة للأمة، وتعمل في التنمية الاقتصادية للناس وكذلك غرس القومية. إلى جانب تقديم المنح الدراسية، توزع المنظمة كل عام الزكاة على المحتاجين. المصدر الرئيسي لتمويل المؤسسة هي مساهمات المجتمع، وكذلك من خلال الأعمال التجارية الهادفة للربح.

## المؤسسون

### فرع جاكرتا
كان أول أعضاء مجلس إدارة هذه الجمعية هم المؤسسون: محمد بن عبد الرحمن بن شهاب (رئيس)، وأبو بكر بن عبد الله العطاس (نائب رئيس)، وعبد الله بن علي العيدروس (نائب رئيس ثاني)، وأبو بكر بن محمد الحبشي (أمين الصندوق الأول)، وإدروس بن أحمد بن شهاب (أمين الصندوق الثاني)، وأحمد بن عبد الله السقاف (سكرتير)، وعلي بن عبد الرحمن الحبشي (وصي)، علوي بن محمد الحداد (وصي)، علوي بن ثهير الحداد (وصي)، وعبد الله بن عمر الزاهر (وصي)، وعبد الله بن أبو بكر الحبشي (وصي)، وسالم بن أحمد باوزير (وصي). وكان أول رئيس لهذه المنظمة علوي بن ظاهر الحداد.

### فرع سولو
على الرغم من تأسيس أول فرع في باتافيا، إلا أن الموافقة جاءت بإنشاء فرع في سولو في 7 أكتوبر 1928 (1 جمادى الأولى 1346 هـ). المؤسسون في سولو هم: حسين بن علوي بن شهاب وإبراهيم بن عجيل السقاف ومحمد بن صقاف السقاف وعلي بن سالم عيديد وعيدروس بن محمد الجفري وعلوي بن علي الحبشي وعلي بن محمد الحبشي، حسن بن حسين السقاف، علي بن سيش بن شهاب، سالم بن بصري السقاف، محمد بن عبد الله بن حسين السقاف، حسين بن عبد الرحمن السقاف، عبد الله بن عبد الرحمن بن سميث، حسين بن عبد الله حبشي، وأحمد بن علي بن محمد مكارم.
بعد فترة وجيزة قامت المنظمة ببناء مدرسة تدعى مدرسة الإبداعية الربيثة العلوية في منطقة باسار كليون. في البداية كانت المدرسة تعمل في الدراسات الإسلامية واللغة العربية وبعض المواد العلمية المحدودة، وذلك لسبب وطني، في 9 مارس 1966 تم تغيير اسم المدرسة إلى مؤسسة التربية الإسلامية من ديبونيغورو، حيث لا تزال تعمل حتى اليوم.